# Équipe de Papouasie-Nouvelle-Guinée de rugby à sept
L'équipe de Papouasie-Nouvelle-Guinée de rugby à sept est l'équipe qui représente la Papouasie-Nouvelle-Guinée dans les principales compétitions internationales de rugby à sept au sein des World Rugby Sevens Series et des Jeux du Commonwealth.

## Histoire
La Papouasie-Nouvelle-Guinée participe annuellement au championnat d'Océanie de rugby à sept, ainsi que régulièrement aux World Rugby Sevens Series, Coupe du monde de rugby à sept, Jeux du Pacifique et Jeux du Commonwealth.
À son palmarès on peut notamment remarquer :
- Une 6e place au tournoi du Japon des World Series 1999-2000, en battant notamment l'Afrique du Sud ;
- Une victoire en Bowl au tournoi des Fidji de cette même saison inaugurale, en battant notamment le Japon ;
- Une victoire en Bowl aux Jeux du Commonwealth de 2010 en battant notamment les Tonga et le Canada ;
- Une 21e place à la Coupe du monde 2018, en battant notamment les Tonga ;
- Une 17e place sur le classement général des World Rugby Sevens Series 2017-2018, en battant notamment l'Espagne, la Russie et la France.

La Papouasie-Nouvelle-Guinée participe au tournoi de Nouvelle-Zélande de rugby à sept en 2015, après quatre ans d'absence.

## Palmarès
- Jeux du Commonwealth :
  - Vainqueur du Bowl : 2010[2].